# Евстафьев, Владислав Евгеньевич
Владислав Евгеньевич Евстафьев (род. 9 апреля 1993, Казань, Россия) — российский профессиональный баскетболист, играющий на позиции тяжёлого форварда.

## Карьера
6 декабря 2015 года Евстафьев дебютировал на профессиональном уровне в матче Единой лиги ВТБ с эстонским «Калевом» (96:75).
Сезон 2016/2017 Евстафьев начал в «Новосибирске», но в ноябре Владислав и клуб расторгли контракт по обоюдному согласию.
В декабре 2016 года Евстафьев стал игроком «Уралмаша». В составе команды стал бронзовым призёром Суперлиги-2 и чемпионом Суперлиги-3.
В начале января 2019 года Евстафьев перешёл в «Чебоксарские Ястребы».
В сезоне 2020/2021 Евстафьев перешёл в баскетбол 3×3. Свой первый сезон в этой дисциплине Владислав провёл за «ХелиТаб», став бронзовым призёром чемпионата России 3х3. 
Сезон 2021/2022 Евстафьев начинал в составе «ХелиТаб», однако в марте 2022 года подписал контракт с командой «Гагарин».
В июле 2022 года Евстафьев стал игроком «Руны». 
С 19 по 21 августа Евстафьев в составе сборной Москвы принял участие в I Всероссийской Спартакиаде сильнейших спортсменов в баскетбольном турнире 3×3.
В январе 2023 года Евстафьев стал победителем Суперкубка России. Из-за травмы полученной в 1/2 финала против «ЦОП Bad Boys» Владислав не смог принять участие в финальном матче. Однако, баскетболисты «Руны» втроём вышли на игру с «Inanomo» и победили 18:13.
В сентябре 2023 года Евстафьев стал обладателем Кубка России.

## Сборная России
В мае 2022 года Евстафьев принял участие в тренировочном лагере сборной России 3×3.

## Достижения

### Баскетбол
- Бронзовый призёр Суперлиги-2 дивизион: 2017/2018
- Чемпион Суперлиги-3 дивизион: 2016/2017
- Серебряный призёр Единой молодёжной лиги ВТБ: 2014/2015

### Баскетбол 3×3
- Бронзовый призёр чемпионата России: 2020/2021
- Обладатель Кубка России: 2023
- Обладатель Суперкубка России: 2023